# Abdallah Gomaa
Abdallah Gomaa (tiếng Ả Rập: عبد الله جمعة; sinh ngày 10 tháng 1 năm 1996) là một cầu thủ bóng đá người Ai Cập thi đấu cho ở vị trí tiền vệ cho Zamalek SC và U-20 Ai Cập. Anh là em trai của Saleh Gomaa, cầu thủ đội tuyển quốc gia ai Cập.
Vào ngày 11 tháng 12 năm 2014, có thông báo rằng hợp đồng của anh Union Berlin bị hủy bỏ. Quan chức câu lạc bộ cho rằng anh có tiềm năng rất tốt, nhưng vấn đề ngôn ngữ đã khiến việc làm việc với anh trở nên khó khăn.

## Thống kê sự nghiệp

### Quốc tế
Tính đến ngày 18 tháng 11 năm 2019.
| Ai Cập    | Ai Cập | Ai Cập |
| Năm       | Trận   | Bàn    |
| --------- | ------ | ------ |
| 2019      | 4      | 0      |
| Tổng cộng | 4      | 0      |

## Danh hiệu

### Zamalek SC
- Cúp bóng đá Ai Cập (1): 2017_18